# Căldărușa (okręg Braiła)
Căldărușa – wieś w Rumunii, w okręgu Braiła, w gminie Traian. W 2011 roku liczyła 202 mieszkańców.